# Omkoopaffaire Turnhout-Beringen
De omkoopaffaire Turnhout-Beringen is een omkoopaffaire tussen de Belgische voetbalclubs KFC Turnhout en Beringen FC. Turnhout werd in het seizoen 1963/64 door Beringen beschuldigd van omkoping.

## Voorgeschiedenis
Beringen speelde een uitstekend seizoen en streed lange tijd mee om de landstitel. Turnhout stond er minder goed voor, de Antwerpse club was in de degradatiezone verzeild geraakt. Op 1 maart 1964 nam Turnhout het in eigen stadion op tegen Beringen. Turnhout won het duel verrassend met 2-0.

## Omkoopschandaal
Op 9 maart 1964 nam Beringen contact op met de Koninklijke Belgische Voetbalbond (KBVB). De Limburgers stuurden een brief waarin Turnhout beschuldigd werd van het omkopen van enkele spelers van Beringen. De KBVB startte een onderzoek op en ontdekte dat er drie spelers van Beringen waren omgekocht.
Twee leden van het bestuur van Turnhout, waaronder voorzitter Jan Verbeek, hadden op 28 februari 1964 via tussenpersoon Vic Verdonck geld aangeboden aan Frans Gebruers, toenmalig doelman van Beringen. Verdonck speelde bij KFC Diest, maar was daarnaast ook een zakenrelatie van Verbeek. Het ging om een bedrag van 40.000 BEF (zo'n €1.000). Later stelde Verdonck dat ook aanvoerder Felix Geybels hetzelfde bedrag had ontvangen.
Gebruers kreeg voor de wedstrijd van 1 maart 1964 schrik en benaderde Geybels. Gebruers vreesde dat het bestuur van Beringen op de hoogte was van de zaak en wilde niet doorgaan met de omkoping, maar Geybels raadde hem het tegenovergestelde aan. Gebruers had echter gelijk, want het bestuur van Beringen schreef na de wedstrijd een brief naar de KBVB.

### Nasleep
Turnhout degradeerde naar tweede klasse, waardoor Berchem Sport, dat voorlaatste was geworden, toch in de hoogste afdeling kon blijven. De 40.000 BEF van Gebruers werd door de KBVB in beslag genomen. Verbeek, Verdonck, Gebruers en Geybels werden bovendien levenslang geschorst. Verbeek ging nog tevergeefs in beroep. Clubicoon en toenmalig trainer van Turnhout, Vic Stroybant, stapte na de degradatie op.